# 王長齡 (主教)
王長齡（英語：Bishop James C. L. Wong；1900年2月17日—1970年4月27日），聖名雅各，河北永清人，台灣聖公會首任主教和新埔工專（現聖約翰科技大學前身）創辦人。

## 生平
王長齡受教於實存學校，及後肄業於美國聖公會設立之武昌文華學校，嗣後在北平清華大學就讀。王因成績優異，獲頒庚子賠款獎學金遠赴美國就讀麻省理工學院，1924年取得海事建築工程及海洋工程學士學位，曾在美國奇異公司、北愛爾蘭、英國、香港、澳洲等地擔任工程師並為倫敦造船、機械工程及海洋學會、澳洲造船工程師學會、新卡斯爾工程師學會等組織成員，曾任香港工程師學會主席，1956年退休。
1938年2月，中華聖公會正式通過義務聖品規例後，王長齡成為首位義務會吏，1940年3月受封為義務牧師，同時兼任九龍基督堂及戰後成立之牧愛堂牧師。王長齡終身未曾進入神學院受訓，其神學造詣源於自修。1960年2月16日，王被祝聖為馬來西亞婆羅洲教區副主教。1962年任沙巴教區主教。1965年1月7日膺任台灣教區首任華人主教。
王曾獲頒加拿大多倫多大學三一學院及美國維吉尼亞神學院博士學位，畢生致力興學。初於香港參與籌辦香港航海學校與香港中文大學。自1965年9月開辦高雄聖保羅幼稚園以後，相繼成立台北市私立聖約翰幼兒園與士林區牧愛堂幼兒園、台南聖米迦勒之家與嘉義市私立聖彼得幼兒園。
王長齡於主教任內，積極籌劃、協助聖約翰大學在臺復校。1970年4月27日，王因心臟宿疾病逝於高雄樂仁醫院。
王長齡逝世後，得聖公會美國總會撥款於聖約翰大學（時名新埔工業專科學校）校地內興建『王長齡主教紀念禮拜堂』，即『降臨堂』，奉安王長齡遺體於聖壇地下。

## 家庭
王長齡於1929年與妻子蕭依娣（Edith Sue）結婚，兩人育有三子一女，四名子女皆從事工程師或講師職。